# Mount Evelyn
Mount Evelyn är en del av en befolkad plats i Australien. Den ligger i kommunen Yarra Ranges och delstaten Victoria, omkring 37 kilometer öster om delstatshuvudstaden Melbourne. Antalet invånare är 9 100.
Runt Mount Evelyn är det ganska tätbefolkat, med 222 invånare per kvadratkilometer.. Närmaste större samhälle är Ferntree Gully, omkring 14 kilometer sydväst om Mount Evelyn.
I omgivningarna runt Mount Evelyn växer i huvudsak städsegrön lövskog. Genomsnittlig årsnederbörd är 1 244 millimeter. Den regnigaste månaden är juli, med i genomsnitt 140 mm nederbörd, och den torraste är januari, med 49 mm nederbörd.